# Mayorga (Spanyolország)
Mayorga község Spanyolországban, Valladolid tartományban. Mayorga Saelices de Mayorga, Villalba de la Loma, Castroponce, Becilla de Valderaduey, Urones de Castroponce, Castrobol, La Unión de Campos, Gordoncillo, Castilfalé, Matanza de los Oteros, Izagre, Valverde-Enrique, Villavicencio de los Caballeros és Valdunquillo községekkel határos. Lakosainak száma 1409 fő (2024).

## Népesség
A település népessége az utóbbi években az alábbiak szerint változott:
| Lakosok száma | 1684 | 1981 | 1957 | 1931 | 1914 | 1687 | 1618 | 1509 | 1455 | 1409 |
|               | 2001 | 2004 | 2007 | 2009 | 2012 | 2014 | 2017 | 2019 | 2022 | 2024 |